# Thanh la

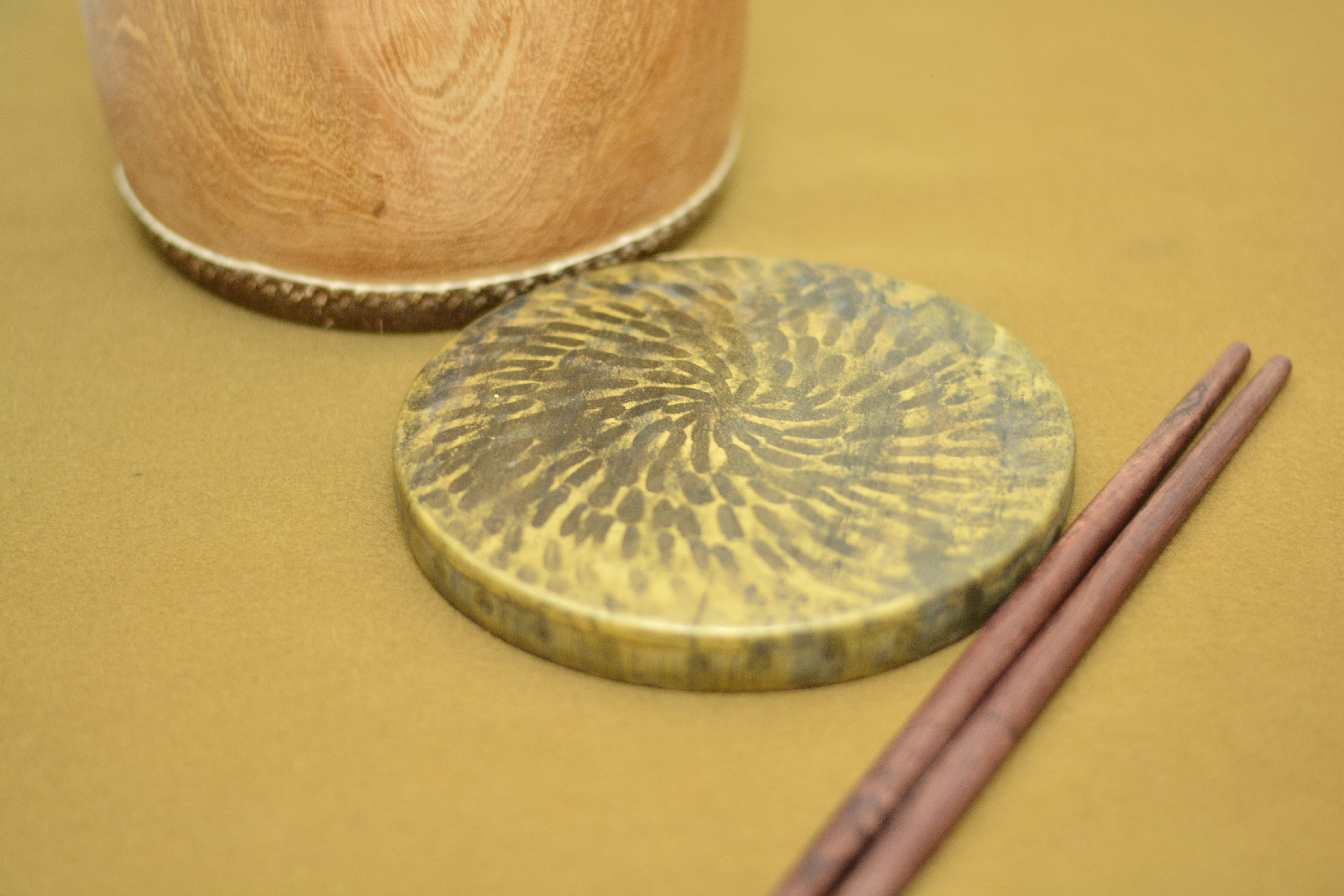
Thanh la

Thanh la hoặc phèng la, đồng la là một nhạc cụ thuộc họ tự thân vang, chi gõ của dân tộc Kinh. Ở miền Nam được gọi là Đẩu, miền Trung gọi là Tang.

## Cấu tạo
Được làm bằng đồng hợp kim với thiếc có pha chì, hình tròn. Thanh la có nhiều cỡ to, nhỏ khác nhau, đường kính 15 – 25 cm, mặt hơi phồng, xung quanh có thành cao 4 cm, ở cạnh thanh la người ta dùi hai lỗ thủng để xỏ một sợi dây quai. Mặt là trung tâm phát âm, thành là trung tâm nhân to tiếng. 

## Diễn tấu
Khi diễn tấu nhạc công cầm dây quai dơ lên, còn một tay cầm dùi gõ vào mặt thau tạo ra tiếng. Âm thanh cao, vang, vui, trong trẻo, đánh mạnh nghe chói tai. 
Thanh la có hai thứ tiếng:

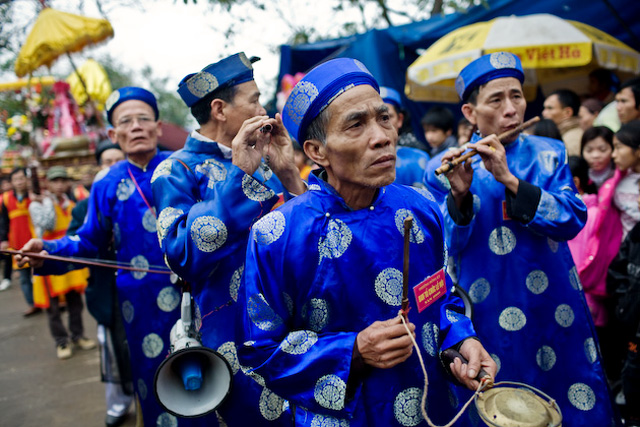
Người đi đầu dàn nhạc cổ truyền đang chơi cảnh- một loại thanh la

- Tiếng Vang: nghệ nhân chỉ cầm sợi dây quai giữ Thanh la và để Thanh la được tự do rung động.
- Tiếng Nặng: nghệ nhân cầm sợi dây quai của Thanh la và dùng các ngón tay nắm giữ lấy cạnh Thanh la khiến sức rung động của Thanh la giảm bớt.

Tiếng Thanh la bao giờ cũng đi sát với tiếng trống đế: tiếng "vang" của Thanh la hòa nhịp với tiếng da của trống đế và tiếng "nặng" của Thanh la đi cùng với tiếng đanh của tang trống đế trong Dàn nhạc Chèo cổ.

## Sử dụng
Thanh la được sử dụng trong dàn đại nhạc, dàn nhạc lễ Nam Bộ, trong ban nhạc chèo, chầu văn và dàn nhạc dân tộc tổng hợp.